# Nerw pośladkowy górny

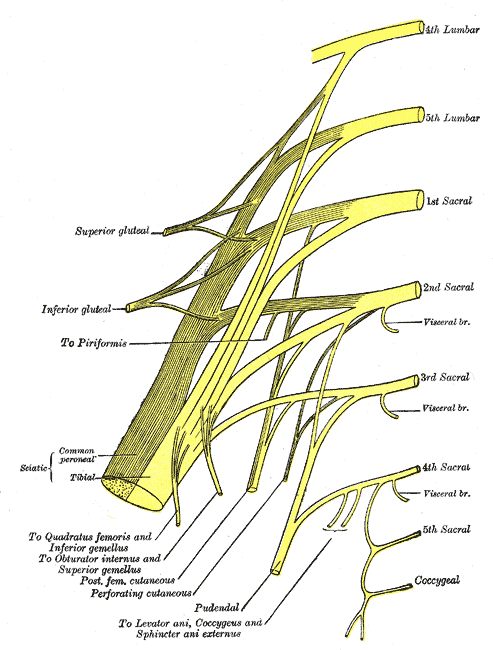
Splot krzyżowy i odchodzące od niego nerwy. Nerw pośladkowy górny podpisany Superior gluteal

Nerw pośladkowy górny (łac. nervus gluteus superior) – w anatomii człowieka nerw ruchowy, będący gałęzią długą splotu krzyżowego. Jego włókna pochodzą z gałęzi brzusznych nerwów rdzeniowych L4, L5, S1. Wychodzi z miednicy wraz z naczyniami pośladkowymi górnymi przez otwór nadgruszkowaty (górną część otworu kulszowego większego), następnie wchodzi pomiędzy mięsień pośladkowy średni a mięsień pośladkowy mały.
Unerwia mięsień pośladkowy średni, mięsień pośladkowy mały i mięsień naprężacz powięzi szerokiej.
Uszkodzenie tego nerwu uniemożliwia odwodzenie kończyny dolnej w stawie biodrowym, a także znacznie osłabia umocowanie miednicy na nodze podstawnej przy chodzeniu, co powoduje opadanie miednicy na zdrową stronę (objaw Trendelenburga). Skutkuje to chodem kaczkowatym.